# سررو بونته

سررو بونته (به اسپانیایی: Cerro Bonete Chico) یک کوه در آرژانتین است که در Vinchina departament واقع شده‌است. سررو بونته ۶٬۷۵۹ متر بالاتر از سطح دریا واقع شده‌است.